# علم نيويورك (ولاية)

علم ولاية نيويورك

علم حاكم ولاية نيويورك

أعتمد علم ولاية نيويورك  في يوم 2 نيسان - أبريل من عام 1901 .

## أعلام سابقة
|  |